# Betty Becomes a Maid
Betty Becomes a Maid é um filme de comédia norte-americano de 1911 em curta-metragem, estrelado por Mabel Normand, James Morrison e Lou Delaney.

## Elenco
- Mabel Normand
- Evangeline Blaisdell
- James Morrison
- Leo Delaney